# آینه عشق
آینه عشق یک مجموعه تلویزیونی محصول سال ۱۳۸۱ به کارگردانی محمدتقی رنجبر،  و تهیه‌کنندگی حسن میرچولی  می‌باشد که از شبکه یک پخش شد. این مجموعه در ۳۰ قسمت ۲۰ دقیقه ای تهیه شد.
کارگردانی به نام جلال سلیمی به دلیل سوءظن به همسرش، مریم طالبی قصد دارد با داشتن ۲ بچه از او جدا شود. برادر و خواهر این کارگردان نیز در زندگی خود درگیر مسائلی هستند که زمینه‌ساز طلاق می‌شود در همین زمان، پیشنهاد ساخت مجموعه ای دربارهٔ طلاق به این کارگردان داده می‌شود.

## بازیگران
- آزاده خورشید دوست
- آیدا تبیانیان
- ارسلان هاشمی
- الهام سنائی
- تورج فرامرزیان
- حسن مهمانی
- حسین رجائی دوست
- رضا مقدم
- ژیلا صادقی
- سعیده عرب
- فاطمه طاهری
- فرحناز منافی ظاهر
- فرشید زارعی فرد
- محسن قاضی‌مرادی
- محمود بنفشه‌خواه
- محمود مقامی در نقش جلال سلیمی
- یلدا قشقائی در نقش مریم طالبی
- جواد پورزند در نقش شاگرد فرش فروشی